# Ngāti Porou

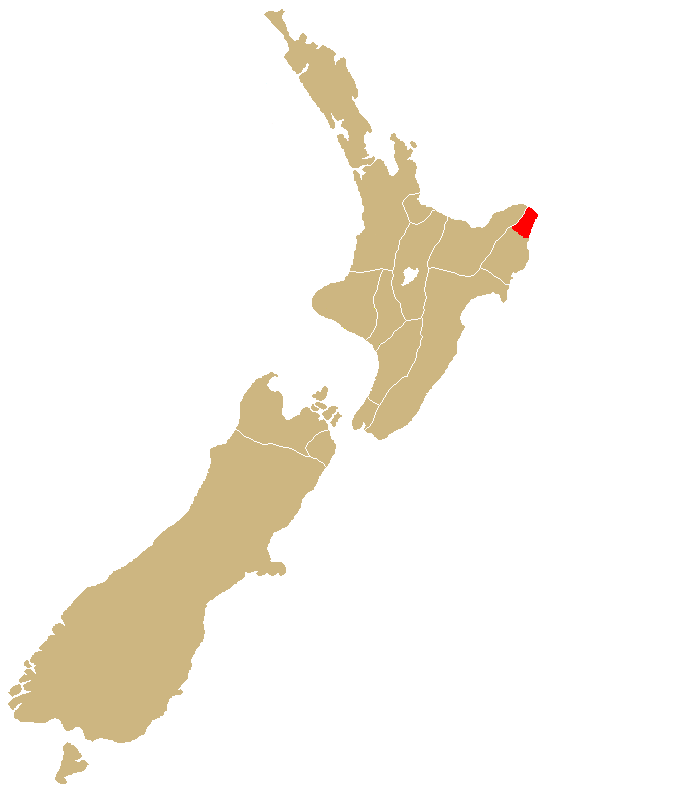
Lage des Ngati Porou auf der Nordinsel Neuseelands

Ngāti Porou ist ein Iwi der Māori in Neuseeland, dessen traditionelles Stammesgebiet im Bereich East Cape und der Region Gisborne liegt. Ngāti Porou ist mit 71.910 registrierten Angehörigen der zweitgrößte Iwi. Die traditionellen Grenzen des Stammesgebietes erstrecken sich von Pōtikirua im Norden bis nach Te Toka-a-Taiau (einem Felsen, der früher in der Mündung des Gisborne Harbour lag) im Süden.
Der Mount Hikurangi spielt als Symbol der Ausdauer und Stärke eine wichtige Rolle in der Mythologie der Ngāti Porou und hat Tapu-Status. In diesen Traditionen wird Hikurangi oft personifiziert.  Nach den Traditionen der Ngāti Porou war der Hikurangi der erste Punkt, der aus dem Meer auftauchte, als Māui die Nordinsel aus dem Meer fischte. Sein Kanu Nukutaimemeha soll dort zerstört worden sein. Der Waiapu River spielt in den Traditionen ebenfalls eine prominente Rolle.

## Geschichte

### Frühe Geschichte
Ngāti Porou leitet seinen  Namen von dem Ahnen Porourangi ab. Dieser war ein direkter Abkömmling von Toikairākau, der ebenfalls als wichtiger Ahne des Iwi angesehen wird. Andere sind Māui und der im Film Whale Rider thematisierte Paikea, der Walreiter. Obwohl die Ngāti Porou ihre Tradition auf das Waka (Kanu) Nukutaimemeha Waka zurückführen, kamen viele Ahnen der Ngāti Porou in verschiedenen Waka in Neuseeland an, darunter Horouta Waka, Tākitimu Waka und Tereanini Waka. Die Abkömmlinge von Porourangi und Toi bildeten Gruppen, die sich durch Eroberung und Heiraten über das West Cape verteilten.
Beziehungen mit anderen Iwi entstehen ebenfalls durch direkte Abstammung von Ahnen der Ngāti Porou:
- Kahungunu, der  von Ueroa, dem zweiten Sohn von Porourangi, abstammt, ist der Gründer der Ngāti Kahungunu, die die Region südlich der Stammesgrenzen der Ngāti Porou besiedeln.
- der von Kahungunu abstammende Taua, ist ein wichtiger Ahne der Te Whānau-ā-Apanui.
- Ngāti Raukawa und Tainui haben eine Verbindung über Rongomaianiwaniwa, Tochter von Porourangi und die Heirat der Ahnin Māhinaarangi mit Tūrongo.
- Traditionen der Ngai Tahu nennen eine Abstammung von Porourangi und dessen jüngeren Bruder Tahupōtiki.

### 19. und 20. Jahrhundert
Im frühen 19. Jahrhundert standen die Ngāti Porou im Konflikt mit den Ngāpuhi, da letztere Kriegszüge auf der Nordinsel durchführten. Häuptlinge der Ngāti Porou waren 1840 unter den Unterzeichnern des Vertrages von Waitangi. In den 1850er Jahren erlebte der Iwi Ngāti Porou ein deutliches wirtschaftliches Wachstum.
In den 1860ern breitete sich die religiöse Bewegung der Hauhau auf der Nordinsel aus und kam schließlich in Konflikt mit der europäischen Regierung. Von 1865 bis 1870 kam es unter den zu einem Bürgerkrieg, in dem Anhänger der Hauhau mit Unterstützung von Hauhau anderer Regionen die Schaffung eines eigenständigen Māoristaates anstrebten.  Auf der Gegenseite standen andere Ngāti Porou, die Souveränität und Eigenständigkeit des Stammes vertraten. 
Dieser Konflikt wird oft als Teil des East Cape War angesehen. Dabei versorgte die neuseeländische Regierung die Ngāti Porou, die den Hauhau entgegenstanden, mit Waffen. Nach dem Krieg versuchte die Regierung anfangs, Land zu konfiszieren, da es "rebellische Fraktionen" gäbe. Bald beschied sich die Regierung jedoch, das Ganze als interne Angelegenheit der Māori anzusehen, da man erkannte, dass die Ngāti Porou nun schwer bewaffnet waren.
Die Ngāti Porou erlebten im späten 19. Jahrhundert wieder eine Zeit des Friedens und des wirtschaftlichen Wachstums. In den 1890ern erlangte Sir Āpirana Ngata Bedeutung, der stark zur Wiederbelebung des Volkes Māori beitrug. Im frühen 20. Jahrhundert wuchs die Zahl der Stammesangehörigen deutlich. Angehörige des Iwi nahmen an beiden Weltkriegen teil. In der Gemeinde Tikitiki ist eine Kirche den Opfern des Iwi im Ersten Weltkrieg gewidmet. Nach dem Ende des Zweiten Weltkrieges begannen viele Ngāti Porou aus dem traditionellen Stammesgebiet in die größeren Städte zu ziehen, ein großer Teil der Angehörigen lebt heute ein Auckland und Wellington.

## Ngāti Porou heute

### Verwaltung
Te Rūnanga o Ngāti Porou wurde 1987 gegründet  und ist das Führungsgremium des Iwi. Es strebt den Erhalt der finanziellen, physischen und spirituellen Güter des Iwi an und ist in drei Zweigen organisiert: Whanau Hapu Development, Economic Development und Corporate Services.

### Bekannte Ngati Porou
Derzeitige oder frühere Mitglieder oder Angehörige des Iwi sind
- Sir Apirana Ngata, Politiker und Anwalt
- George Nepia, Rugbyspieler
- Te Moana Nui a Kiwa Ngarimu, Soldat und Träger des Viktoriakreuzes
- Parekura Horomia, Politiker
- John Tamihere, ehemaliger Politiker
- Moana Jackson, Anwalt
- Wiremu Paraone Turei, anglikanischer Erzbischof der Anglican Church in Aotearoa, New Zealand and Polynesia
- Georgina Beyer, Parlamentsabgeordnete
- Lisa Carrington, Kanutin